# Storia di Farnham
Storia di Farnham  (Farnham's Freehold) è un romanzo di fantascienza postapocalittica del 1964 dello scrittore statunitense Robert A. Heinlein.
La storia inizia con un colpo diretto di un'arma nucleare che manda nel futuro un rifugio antiatomico che contiene Farnham con moglie figlio e figlia, un'amica della figlia e il domestico nero.
Heinlein ha tratto ispirazione dall'esperienza nella costruzione di un rifugio antiatomico sotto la sua casa a Colorado Springs negli anni sessanta.

## Storia editoriale
Farnham's Freehold fu pubblicato per la prima volta a puntate su Worlds of If nel luglio, agosto ed ottobre 1964, questa edizione fu curata da Frederik Pohl.
La versione completa fu pubblicata in forma di romanzo dalla Putnam's Sons quello stesso anno.
La traduzione italiana di Ginetta Pignolo è stata pubblicata per la prima volta nel 1965 dalla Mondadori, che nel 2009 ne ha pubblicato una nuova versione di Hilia Brinis con il titolo La fortezza di Farnham.

## Trama
Hugh Farnham è un imprenditore e ha progettato, costruito e rifornito un rifugio antiatomico sotto la sua casa, pronto per un possibile attacco nucleare sovietico che si verifica mentre l'intera sua famiglia è riunita in casa, con un ospite, per giocare a bridge.
Quindi Hugh sposta rapidamente nel rifugio sua moglie Grace, sua figlia Karen con l'amica Barbara - entrambe studentesse universitarie, suo figlio avvocato e il loro domestico Joseph, che è afroamericano mentre tutti gli altri sono bianchi. 
Diverse esplosioni nucleari distanti scuotono il rifugio, Hugh e Barbara diventano sessualmente intimi, dopo di che un'esplosione più forte colpisce il rifugio. 
Sopravvivono tutti all'attacco e con le scorte di ossigeno che si stanno esaurendo, decidono di uscire da un tunnel di emergenza.
Invece di emergere in un mondo distrutto, si ritrovano in una lussureggiante foresta con fauna selvatica, apparentemente disabitata da umani o altre creature senzienti e nessuna radiazione o segno della guerra nucleare che si è verificata.
I Farnham pensano di trovarsi in una dimensione alternativa, ma scopriranno che invece sono stati proiettati circa 2000 anni nel futuro, questa è la ragione del paesaggio lussureggiante piuttosto che di una terra desolata nucleare, poiché il Colorado ha avuto il tempo di riprendersi. 
Decidono di costruire un piccolo insediamento e Heinlein si dilunga nel descrivere tutto ciò che Farnham ha immagazzinato nel rifugio e le difficoltà che le persone moderne avrebbero nel tornare a uno stile di vita da baita di tronchi dei pionieri americani.
Hugh, che assume il ruolo di leader nonostante l'attrito con Duke, presume di trovarsi in una specie di Eden e fa piani per ripopolare la Terra.
Karen annuncia di essere incinta e di essere tornata a casa la notte dell'attacco per dirlo ai suoi genitori.
Anche Barbara annuncia di essere incinta, ma senza precisare che la sua gravidanza è risultata dal rapporto sessuale con Hugh, durante l'attacco.
Alla fine Karen muore durante il travaglio, a causa di complicazioni, insieme alla figlia neonata.
Grace, la cui sanità mentale è stata incrinata da tutti questi eventi, minaccia di andarsene se Barbara non verrà cacciata via dal gruppo, Duke decide di accompagnare Grace per aiutarla ma, prima che possano partire, dal cielo arrivano navi volanti.
Il gruppo viene catturato da persone di origine africana e viene risparmiata loro la vita solo grazie a Joe, che parla con il leader dei loro catturatori in francese.
I Farnham scoprono che il luogo dove si trovano è molto diverso da quello che avevano ipotizzato.
La lussureggiante natura selvaggia appartiene in realtà a un signore di tipo feudale che fa parte di una cultura mondiale altamente tecnologica basata sui paesi non coinvolti nella guerra nucleare russo-americana: Africa, India e in minor misura, mondo arabo e alcune parti dell'America Latina.
Il colore della pelle è ancora importante, ma i gruppi etnici al potere sono completamente invertiti rispetto alla situazione che i Farnham conoscevano a casa: i bianchi sono ridotti in schiavitù mentre la classe dirigente è interamente composta da persone con i toni della pelle più scuri.
Le femmine bianche sono usate principalmente per l'intrattenimento sessuale e i maschi bianchi, non istruiti o castrati, sono usati per tutti i tipi di lavoro.
Ognuno dei personaggi si adatta all'improvviso cambiamento nei ruoli bianco/nero in modi diversi e talvolta scioccanti.
Hugh vuole fuggire con Barbara e i loro due figli gemelli ed è particolarmente motivato ad agire rapidamente dalla scoperta che la classe dirigente ama mangiare i bianchi e dal timore che uno dei suoi figli o Barbara sarà vittima del cannibalismo.
Alla fine, Hugh e Barbara tentano di fuggire, ma vengono catturati.
Piuttosto che ucciderli, Ponse, "Lord Protettore" della casa in cui sono stati ridotti in schiavitù, chiede loro di offrirsi volontari per un esperimento di viaggio nel tempo che li rimanderà indietro alla loro epoca.
Tornano appena prima dell'attacco nucleare originale e prendono l'automobile di Barbara, che si rende conto che la sua auto aveva il cambio automatico mentre questa auto - la stessa auto sotto ogni altro aspetto - ha un cambio manuale, Farnham ne deduce che l'esperimento di viaggio nel tempo ha funzionato ma li ha inviati in un universo alternativo.
Raccolgono provviste e sopravvivono all'attacco fuggendo sulle colline, dove vivono per il resto della loro vita liberi.

## Critica
La critica non è stata unanime: le recensioni contemporanee, più favorevoli, hanno descritto l'opera come "fresca ed eccitante .... e assolutamente divertente" e un "bell'esempio di scrittura", o almeno "leggera, appetibile ma non soddisfacente".
D'altra parte, secondo Kirkus Reviews i "personaggi hanno anime di pasta di legno" e "La satira su rifugi antiatomici, razza e sesso manca di ispirazione".
The New Republic, pur riconoscendo il desiderio di Heinlein di "mostrare i mali dell'oppressione etnica", afferma che nel processo l'autore "ha resuscitato alcuni dei più orribili stereotipi razziali immaginabili", producendo alla fine "un romanzo antirazzista che solo un Klansman potrebbe amare".
Secondo Dale Darlage "La famiglia Farnham potrebbe essere la famiglia più disfunzionale di tutta la fantascienza.
La signora Farnham è così chimicamente dipendente che, letteralmente in ogni scena è svenuta, ubriaca, drogata o cerca di ubriacarsi o drogarsi.
Sua figlia considera apertamente l'incesto con suo padre o suo fratello.
Il fratello Duke si scontra in due risse con suo padre, è eccessivamente legato alla madre e odia apertamente Joseph a causa della sua razza.
Hugh sostiene l'eugenetica, varie volte minaccia seriamente di uccidere suo figlio, ordina a tutti di assumere regolarmente sonniferi, alcool o altre droghe, insiste sul fatto che tutti vadano in giro nudi in più scene, guarda con aperta libidine al corpo nudo di sua figlia e concepisce un bambino con la migliore amica di sua figlia durante l'attacco nucleare, mentre sua moglie dorme nella stanza accanto dopo che lui l'ha drogata.".

## Influenza culturale
Il libro è popolare tra i gruppi survivalisti in quanto combina l'ingegneria civile e la fisica della sopravvivenza nei rifugi antiatomici con le dinamiche sociali delle "regole di salvataggio in mare" o dell'autorità autocratica in condizioni estreme, un tema ulteriormente esplorato in modo approfondito ne Il numero della bestia.
Per parafrasare il signor Farnham, "Come fai a sapere chi comanda nella scialuppa di salvataggio? Quello con la pistola."